# Tokyo Big Sight

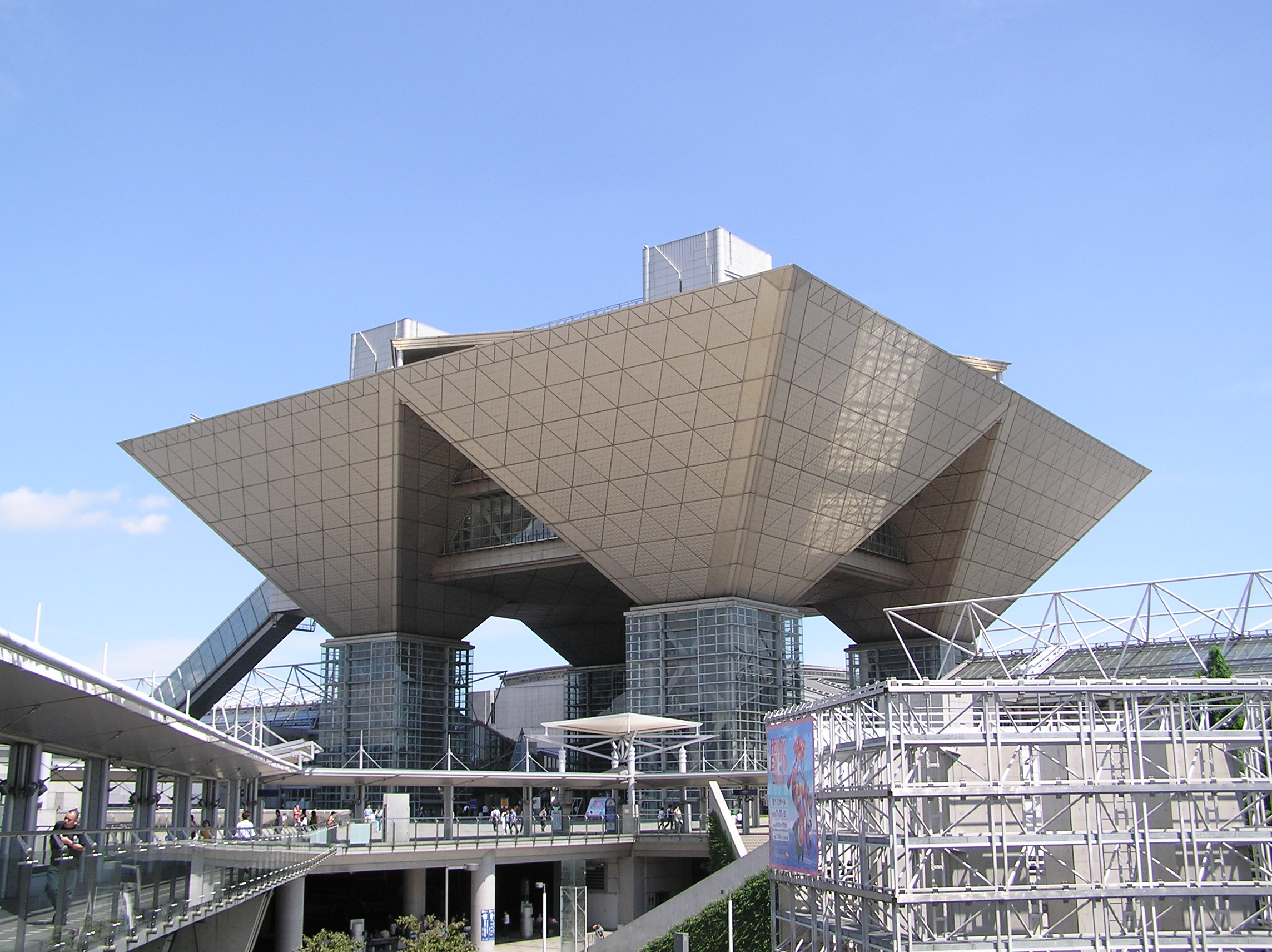
Das Konferenzzentrum

Tokyo Big Sight (jap. 東京ビッグサイト, Tōkyō Biggu Saito; offiziell jap. 東京国際展示場, Tōkyō Kokusai Tenjijō, engl. Tokyo International Exhibition Center, dt. etwa Internationale Ausstellungshalle Tokio) ist ein im April 1996 eröffnetes Messegelände in Kōtō, einem Stadtbezirk der japanischen Hauptstadt Tokio. Die Big Sight befindet sich auf der künstlichen Insel Odaiba und ist eines der größten Messegelände innerhalb der Stadt. Symbol des Messegeländes ist das Konferenzzentrum in Form vierer auf dem Kopf stehender Pyramiden.

## Bauphase

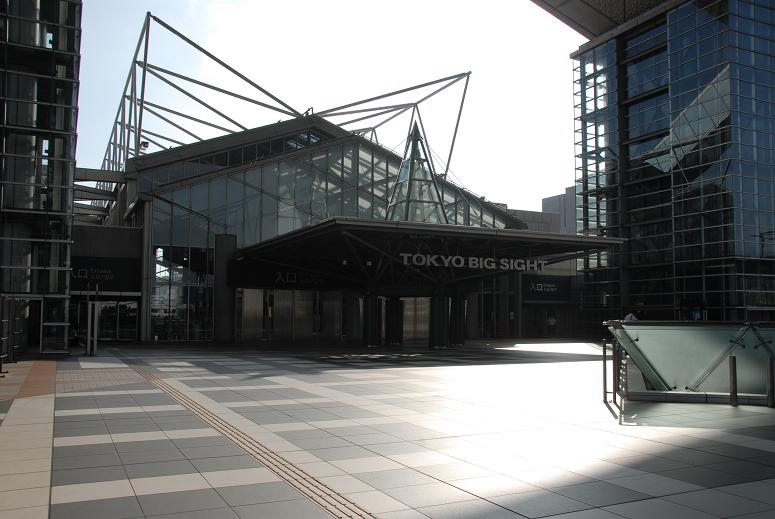
Haupteingang unterhalb des Konferenzzentrums

Auftraggeber für den Bau war die Finanzkammer der Tokioter Stadtregierung unter Beteiligung von acht Bauträgern, darunter Firmen wie Hazama oder Shimizu. Baubeginn war im Oktober 1992, Bauende im Oktober 1996.